# Max Leenhardt
Pour l’article homonyme, voir Leenhardt.
Ne doit pas être confondu avec Max Lehnerdt.
Michel Maximilien Leenhardt dit Max Leenhardt, né à Montpellier le 2 avril 1853 et mort le 15 mai 1941 à Clapiers, est un peintre français.

## Biographie
Max Leenhardt naît le 2 avril 1853 à Montpellier, dans la maison familiale de la rue Saint-Guilhem. Il est le deuxième d'une fratrie de huit enfants, son père, Abel Leenhardt, est gestionnaire de la banque Castelnau-Leenhardt. 
Durant son enfance, il rencontre régulièrement son cousin éloigné Frédéric Bazille, de dix ans son aîné, avec lequel il parcourt les propriétés familiales où y dessiner. 
Il entre en 1872 à l'école des beaux-arts de Montpellier, dans l'atelier d'Ernest Michel et d'Auguste Baussan. En 1872, un an après la mort de son père, il effectue un voyage en Autriche où il exécute des dessins et se lie d'amitié avec Marianne Preindlsberger.
En 1874, il se rend à Paris pour préparer le concours d'admission aux Beaux-Arts dans l'atelier d'Alexandre Cabanel. Il y est admis officiellement le 20 mars 1877. À Paris, il retrouve son cousin Eugène Burnand à l'Hôtel de Nice, une pension de famille située au 3, rue des Beaux-arts. Il se lie d'amitié avec un groupe de peintres suisses formé de Charles Giron, Charles de Beaumont, Ernest Biéler, Léo-Paul Robert, Théophile Bischoff, Jules Girardet, Léon Girardet, Alfred van Muyden, Henry de Rodt, Ferdinand Holder et d'artistes comme Albert Bartholomé.
À la suite d'un hiver rigoureux, Max Leenhardt prend une chambre-atelier dans l'arrière-cour de l'Hôtel de Nice plus facile à chauffer, où il accueille ses nouveaux amis. 
Chaque été à la fin des enseignements, il regagne les terres montpelliéraines. Ce rythme restera inchangé jusqu'en 1893, date à laquelle il s'installe définitivement à Montpellier après la mort de son épouse Marie Castan.
En 1877, l’étudiant commence à exposer au Salon de la Société artistique de l’Hérault proposant un Autoportrait (localisation inconnue). Dès 1879, il propose des œuvres au Salon des artistes français, et ceci jusqu'à quasiment la fin de sa vie.
En 1877, il voyage en Normandie avec le peintre Evert van Muyden et visite  le Mont-Saint-Michel, ainsi que Dinan en Bretagne.
En 1880-1881, il voyage en Europe, puis séjourne quelques mois à Constantinople; À son retour il passe par Le Caire, Le Pirée avant de débarquer à Marseille et de regagner Montpellier. Lors de son séjour à Constantinople, où il se lie d'amitié avec le peintre ottoman Osman Hamdi Bey.
Il épouse en 1890 Marie Castan, fille d'Alfred Castan, professeur à la faculté de médecine de Montpellier,. Le couple a deux fils : Jean (1891-1967) et Georges (1893-1962).
Il participe activement à des commandes officielles de décors de bâtiments publics, notamment la salle du restaurant Le Train bleu de la gare de Lyon à Paris dans le cadre de l'Exposition universelle de 1900.
Durant les années 1900-1922, il brosse une série de portraits des professeurs de l'université de Montpellier en médecine, pharmacie et droit.
Une facette de son œuvre est d'inspiration religieuse protestante, avec des sujets tels que Prêche au Désert (Mialet, musée du Désert) ou Prisonnières huguenotes à la Tour de Constance (1892, Montpellier, musée Fabre) ; elle a fait l'objet d'une exposition en 2011 à Alès.
Max Leenhardt meurt le 15 mai 1941 à Clapiers, dans la propriété familiale. Il est inhumé au cimetière protestant de Montpellier,.

Œuvres de Max Leenhardt
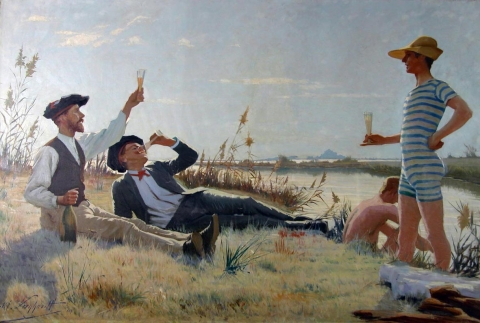
Déjeuner sur l'herbe d'étudiants devant la cathédrale de Maguelonne (1891), faculté de médecine de Montpellier.
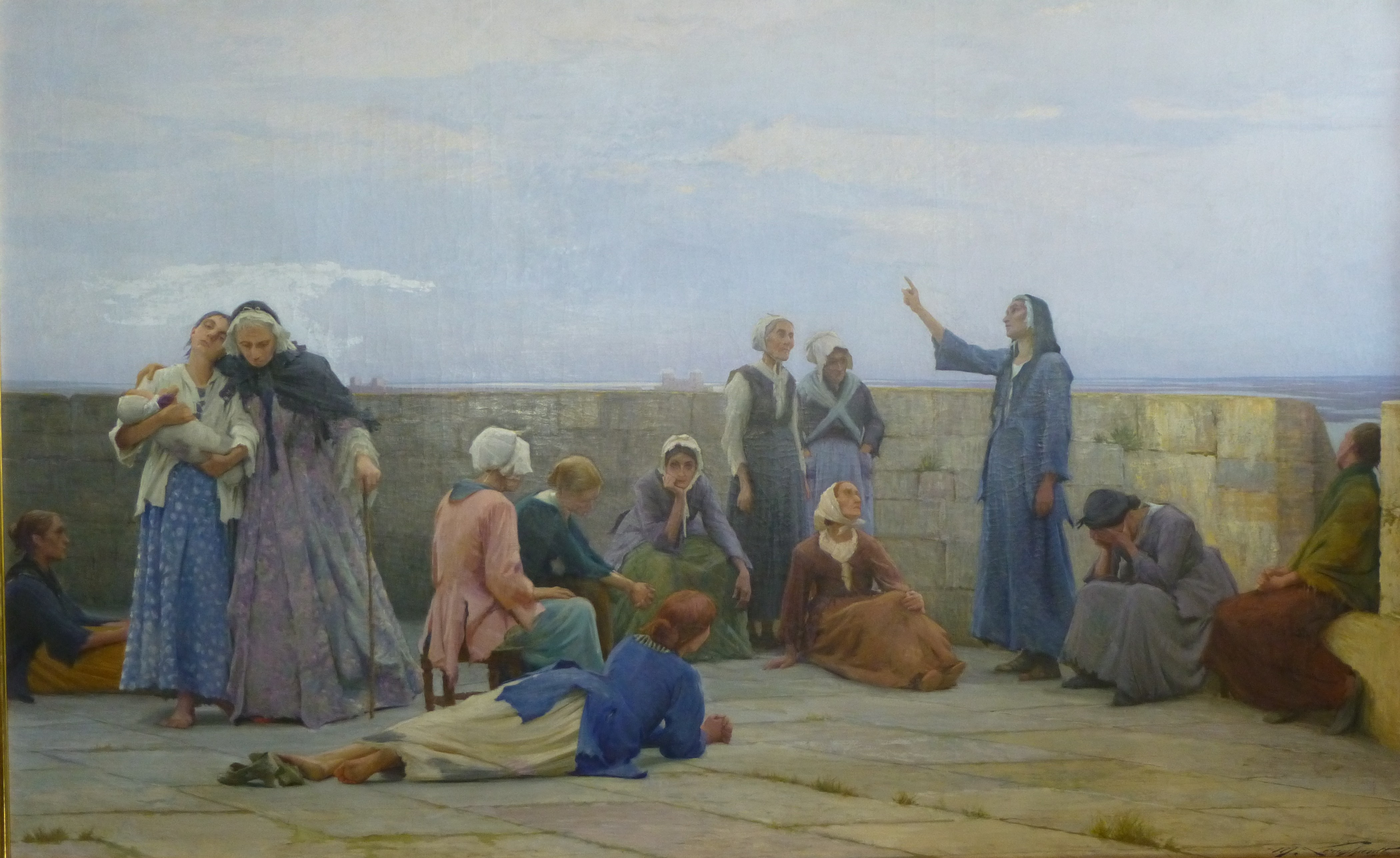
Prisonnières huguenotes à la Tour de Constance (Salon de 1892), Montpellier, musée Fabre.
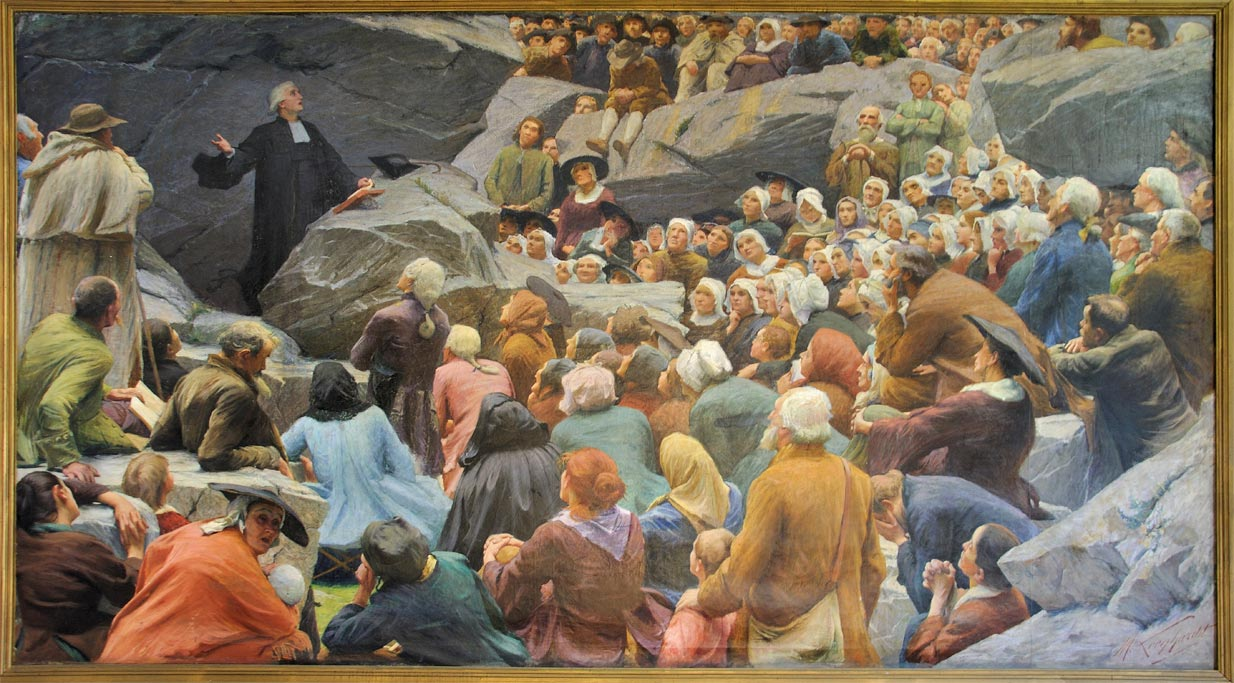
Le Prêche au désert, Mialet, musée du Désert.

## Œuvres dans les collections publiques
- musée du Désert à Mialet :
  - Le Prêche au Désert ;
  - Fuite des protestants à la révocation de l'édit de Nantes en 1685.
- Rectorat de l'académie de Montpellier : Le salut des drapeaux sur la place du Peyrou, 1892, réalisé pour la salle des Fêtes, ancien Palais Universitaire.
- Faculté de médecine de Montpellier[14] :
  - Déjeuner sur l'herbe d'étudiants devant la cathédrale de Maguelonne, 1891[19]
  - Portrait d'Alfred Castan, 1890 ;
  - Portrait de Joseph Marie Eugène Grasset, 1920 ;
  - Portrait de Paul Louis André Kiener ;
  - Portrait de Georges Rauzier ;
  - Portrait d'Eugène Derrien ;
  - Portrait d'Albert Mairet ;
  - Portrait d'Étienne Leenhardt ;
  - Portrait de Joseph Vires.
- Faculté de pharmacie de Montpellier : Portrait de Fernand Jadin
- Musée Fabre de Montpellier :
  - Vue de Montpellier depuis Castries, vers 1920 ;
  - Le Grand Olivier ;
  - Prisonnières huguenotes à la tour de Constance, Aigues-Mortes, 1892 ;
  - Dans les vignes, esquisse ;
  - Grappillage, esquisse ;
  - Effet de soleil sur les gerbes ;
    - Aube en garrigue ;

  - Étude pour Le prêche au désert ;
  - Portrait de Madame Jourdain ;
  - La Source ;
  - Le Berger ;
  - Champs d'avoine ;
  - Paysage à Clapiers ;
  - Le Grappillage en Languedoc ;
  - Elle a donné sa vie ;
  - Portrait de Georges d'Albenas.
- Institut de botanique, Université de Montpellier : Portrait de Charles Flahaut.
- Gare de Paris-Gare de Lyon, restaurant Le Train bleu, salle dorée : La Meije, 1900.
- Les Martyrs de la Réforme, fragment d'un dessin à la plume, musée national d'Art de Roumanie à Bucarest.

## Ouvrages illustrés par Max Leenhardt
- Collectif, Présences, Paris, Librairie Plon, 1945.

## Expositions
- Michel Maximilien Leenhardt et Jean Aristide Rudel, galerie Hambursin-Boisante à Montpellier, du 19 septembre au 20 octobre 2007.
- Max Leenhardt, octobre 2011, château d'Assas et musée du Vigan, commissariat de Numa Hambursin.
- Les Camisards, entre fuite et clandestinité, musée du Colombier à Alès, du 8 mars au 28 mai 2012.
- Le XIXe siècle, un âge d'or de la peinture montpelliéraine, juin 2017, Espace Dominique Bagouet, Montpellier, commissariat de Numa Hambursin.
- Max Leenhardt (1853-1941), Patriarche et vagabond[20], été 2020, Espace Culturel L. Durell, Sommières, commissariat de Numa Hambursin.

## Hommages
- Une place de Montpellier porte son nom, ainsi qu'un escalier au musée Fabre.

### Filmographie
- Béatrice Malige-Dufrenne, Faire la guerre à la guerre (BNF 44262222).